# Eucereon brunnea
Eucereon brunnea là một loài bướm đêm thuộc phân họ Arctiinae, họ Erebidae.